# Neacomys
Neacomys is een geslacht van knaagdieren uit de tribus Oryzomyini en de onderfamilie Sigmodontinae dat voorkomt in Zuid-Amerika, van Panama tot Bolivia en Frans-Guyana. Er zijn 24 soorten beschreven.

## Kenmerken
Het geslacht omvat kleine Oryzomyini met een geel-, rood- of grijsachtig bruine rugvacht met korte stekels naast de “gewone” haren en de ondervacht. De buikvacht lijkt op die van de rug, maar is korter en heeft altijd een contrasterende kleur. De vrouwtjes hebben acht mammae. De eerste en vijfde tenen van de achtervoeten zijn veel korter dan de andere tenen. Op de tweede, derde en vijfde tenen aan de voorvoeten zitten borstels van lange witte of zilverachtige haren die langer zijn dan de klauwen. De staart is zeer spaarzaam behaard, soms met wat haren op de punt maar nooit met een echte “borstel”. De kop-romplengte varieert van 64 tot 97 mm, de staartlengte van 67-108 mm, de lengte van de achtervoet van 18 tot 25 mm, de lengte van het oor van 10 tot 18 mm, en het gewicht van 10 tot 24 gram.

## Taxonomie
Tot 2000 werden er meestal vier soorten tot Neacomys gerekend: de kleine soorten N. pictus uit Panama, N. tenuipes uit Colombia, Ecuador, Peru en Bolivia en N. guianae uit Guyana, Suriname, Frans-Guyana en de nabijgelegen delen van Brazilië, en de grote soort N. spinosus  uit het westelijke Amazonebekken. Patton et al. (2000) beschreven echter twee nieuwe soorten, N. minutus en N. musseri, uit de Amazonebekken van Peru en Brazilië. Later, in 2001, ontdekten Voss et al. (2001) dat N. guianae uit de Guyana’s in feite uit drie soorten bestond. Ze beschreven dus twee nieuwe soorten N. dubosti en N. paracou. Daardoor kwam het totaal op acht. Het werkelijke aantal ligt echter waarschijnlijk nog hoger, omdat Patton et al. (2000) nog een aantal groepen ontdekten in de Amazonebekken die niet tot een van de beschreven soorten konden worden gerekend. Momenteel zijn beschrijvingen van minstens twee nieuwe soorten in voorbereiding.
Het geslacht omvat de volgende 24 soorten:
- Neacomys aletheia Semedo et al., 2021
- Neacomys amoenus O. Thomas, 1904
- Neacomys auriventer Brito et al., 2021
- Neacomys carceleni Hershkovitz, 1940
- Neacomys dubosti Voss, D. P. Lunde, & Simmons, 2001
- Neacomys elieceri Semedo et al., 2021
- Neacomys guianae O. Thomas, 1905
- Neacomys jau Semedo et al., 2021
- Neacomys leilae Caccavo & Weksler, 2021
- Neacomys macedoruizi Sánchez-Vendizú, Pacheco, & Vivas-Ruiz, 2018
- Neacomys marajoara Semedo et al., 2020
- Neacomys marci Brito et al., 2023
- Neacomys minutus Patton, M. N. F. da Silva, & Malcolm, 2000
- Neacomys musseri  Patton, M. N. F. da Silva, & Malcolm, 2000
- Neacomys oliveirai Caccavo & Weksler, 2021
- Neacomys paracou Voss, D. P. Lunde, & Simmons, 2001
- Neacomys pictus E. A. Goldman, 1912
- Neacomys rosalindae Sánchez-Vendizú, Pacheco, & Vivas-Ruiz, 2018
- Neacomys serranensis Colmenares-Pinzón, 2021
- Neacomys spinosus (O. Thomas, 1882)
- Neacomys tenuipes O. Thomas, 1900
- Neacomys vargasllosai Hurtado & Pacheco, 2017
- Neacomys vossi Semedo et al., 2020
- Neacomys xingu Semedo et al., 2020

Aegialomys · Amphinectomys · Casiomys · Cerradomys · Drymoreomys · Eremoryzomys · Euryoryzomys · Handleyomys · Holochilus · Hylaeamys · Lundomys · Megalomys · Megaoryzomys · Melanomys · Microakodontomys · Microryzomys · Mindomys · Neacomys · Nectomys · Nephelomys · Nesoryzomys · Noronhomys · Oecomys · Oligoryzomys · Oreoryzomys · Oryzomys · Pattonimus · Pennatomys † · Pseudoryzomys · Scolomys · Sigmodontomys · Sooretamys · Tanyuromys · Transandinomys · Zygodontomys
Neacomys dubosti ·
Neacomys guianae ·
Neacomys minutus ·
Neacomys musseri  ·
Neacomys paracou ·
Neacomys pictus ·
Neacomys spinosus ·
Neacomys tenuipes